# 山橋正臣
山橋 正臣（やまはし まさおみ、7月8日 - ）は、日本の男性声優。大分県出身。EARLY WING所属。

## 来歴
2025年3月31日、同日付でオフィスPACが事業停止したことに伴い、翌4月1日付でEARLY WINGに移籍。

## 人物
特技には麻雀、自動車のメンテナンスをそれぞれ挙げている。

## 出演
太字はメインキャラクター。

### テレビアニメ
2015年
- ルパン三世 PART IV（2015年 - 2016年、エージェントB、グレン）
- 牙狼 -紅蓮ノ月-（町人A）

2016年
- ルパン三世 イタリアン・ゲーム（エージェントB）
- 遊☆戯☆王ARC-V（コモンズの男性）

2017年
- 神撃のバハムート VIRGIN SOUL（労働者、通行人、金物屋、魔族、男看守 他）
- ロクでなし魔術講師と禁忌教典（ジャイル＝ウルファート、レナード゠フィーベル）
- GRANBLUE FANTASY The Animation（帝国兵B、傭兵C）
- 将国のアルタイル（乗組員A）

2018年
- 剣王朝（薬屋の店員、博徒、宋神書、伝令、兵A 他）
- 刻刻（下坂、雇われ組）
- 牙狼〈GARO〉-VANISHING LINE-（魔獣、ホラーA、ギャングB、男性A）
- 銀魂.（解放軍指揮官A）
- ルパン三世 PART5（看守、酔客B）
- 夢王国と眠れる100人の王子様（ユメクイ）
- DOUBLE DECKER! ダグ&キリル（デモメンバーB）
- RELEASE THE SPYCE（ヤクザ1）

2019年
- ファンタシースターオンライン2 エピソード・オラクル（アークス）

2020年
- 映像研には手を出すな!（生徒、探偵、警備部、イベント参加者）
- 啄木鳥探偵處（男性客）
- アサティール 未来の昔ばなし（商人）

2021年
- 擾乱 THE PRINCESS OF SNOW AND BLOOD（浅陽 父）
- ルパン三世 PART6（2021年 - 2022年、マーティン、警官、チンピラC、使用人C）
- サクガン（ポリスB）

2022年
- 賢者の弟子を名乗る賢者（重臣）
- 名探偵コナン ゼロの日常（男性、犯人）
- ユーレイデコ（眼科医）
- 黒の召喚士（ギガントロード）
- 永久少年 Eternal Boys（2022年 - 2023年、マスコミ、同級生）

2023年
- うる星やつら (2022)（ウェイター）
- 天国大魔境（高木、屋台の男、見張りの男）
- 勇者が死んだ!（町人、ロザル・カリス）
- ゾン100〜ゾンビになるまでにしたい100のこと〜（先輩B、コスギーズE）

2024年
- おじゃる丸（オニ、シャク族）
- ガールズバンドクライ（予備校生徒、喫茶店客）
- 夜のクラゲは泳げない（番組司会）
- 喧嘩独学（ゴリラ）
- ばいばい、アース（2024年 - 2025年、蛍族、剣士、コラル） - 2シリーズ
- ラーメン赤猫（有栖川）

2025年
- 魔法使いの約束（兵士、市民）
- 戦隊レッド 異世界で冒険者になる（反抗軍メンバー）
- 神統記（テオゴニア）（カリク）
- 謎解きはディナーのあとで（司会者）

### 劇場アニメ
- きみの声をとどけたい（2017年）
- 薄墨桜 -GARO-（2018年、検非違使A）
- Gのレコンギスタ II ベルリ 撃進（2020年、パイロット）
- フラ・フラダンス（2021年、舞台監督）
- 犬王（2022年）
- 金の国 水の国（2023年）
- デッドデッドデーモンズデデデデデストラクション（2024年、池田ノリ） - 前後章[一覧 2]

### Webアニメ
- 無限の住人-IMMORTAL-（2019年 - 2020年、チンピラ、男、小林、弩馬心兵）
- 日本沈没2020（2020年、男性メンバーA）
- コタローは1人暮らし（2022年、詐欺師B、コーチ、横居）
- TIGER & BUNNY 2（2022年、強盗犯、ヒーロー）
- サイバーパンク エッジランナーズ（2022年、TYGER CLAWS）
- MAKE MY DAY（2023年、ジム[15]）

### ゲーム
- 遙かなる時空の中で6（2015年、白虎 他）
- グランブルーファンタジー（2017年）
- キングダム ハーツIII（2019年）
- ASTRAL CHAIN（2019年）
- ファイナルファンタジーVII リメイク（2020年）
- モンスターハンターストーリーズ2 〜破滅の翼〜（2021年）
- TRANSFORMERS ALLIANCE（2022年、ゴング、スクラッパー、デバスター）
- ファイナルファンタジーVII リバース（2024年）

### 吹き替え

#### 映画
- セブンス・サン 魔使いの弟子
- プリント・ザ・レジェンド（ブラッド・ケニー）
- スペシャルID 特殊身分（クン〈マク・チョンチン〉）
- ダイ・ハード（ハインリッヒ、ハーヴェイ・ジョンソン）※テレビ朝日版追加録音部分
- マッドマックス 怒りのデス・ロード（大隊長2[16]）※ザ・シネマ新録版
- 13th -憲法修正第13条-（リンドン・B・ジョンソン）
- ビッグゲーム 大統領と少年ハンター
- ローグ・ワン/スター・ウォーズ・ストーリー
- レゴニンジャゴー ザ・ムービー
- レゴバットマン ザ・ムービー
- スター・ウォーズ/最後のジェダイ
- スター・ウォーズ/スカイウォーカーの夜明け
- ゲームオーバー!（スティーヴォー、ロッジ、テロリスト1）
- ライオン・キング（オオミミギツネ[17]）
- ゾンビランド:ダブルタップ（研究者[18]）
- シェイクスピアの庭（トム・クワイニー〈ジャック・コルグレイヴ・ハースト〉）
- トムとジェリー（アッシュ[19]）
- ファンタスティック・ビーストとダンブルドアの秘密[20]
- ドクター・ストレンジ/マルチバース・オブ・マッドネス（拒否する悪霊2[21]）
- アントマン&ワスプ:クアントマニア（見張り兵士[22]）
- ガーディアンズ・オブ・ギャラクシー:VOLUME 3[23]
- トランスフォーマー/ビースト覚醒[24]

#### ドラマ
- クリミナル・マインド FBI行動分析課
- エージェント・オブ・シールド
- ファーゴ
- SCORPION/スコーピオン
- マルコ・ポーロ
- デアデビル
- Major Crimes 〜重大犯罪課 シーズン4
- GOTHAM/ゴッサム シーズン2
- BONES シーズン11
- NCIS: ニューオーリンズ
- マスター・オブ・ゼロ
- ジェシカ・ジョーンズ
- ジャッカルの日
- The Ranch ザ・ランチ
- イージー
- フュード/確執 ベティ vs ジョーン
- APB ハイテク捜査網（レイエス）
- パニッシャー（ホセ〈サミュエル・ゴメス〉）
- ハード・サン 滅亡の機密ファイル（キース・グリーナー〈オワイン・アーサー〉）
- クリプトン
- ニックのいたずら
- ボクらを見る目
- ロキ（ケイシー、護衛男1）
- 原潜ヴィジル 水面下の陰謀（マシュー・ダワード大尉[25] ）
- ホークアイ（エンリケ）
- ボバ・フェット/The Book of Boba Fett（8D8）
- マンダロリアン（ライオット・マー）
- ムーンナイト
- ラブ・イズ・ブラインド 〜外見なんて関係ない?!〜 シーズン5

#### アニメ
- カンフー・パンダ3
- トランスフォーマー アドベンチャー（グリムロック[26]）
- シュガー・ラッシュ:オンライン（リー[27]）
- スター・ウォーズ:テイルズ・オブ・ジェダイ（村人）
- スター・ウォーズ:ヤング・ジェダイ・アドベンチャー（海賊2）
- ホワット・イフ...?
- レゴニンジャゴー ザ・ムービー
- LEGO スター・ウォーズ/ホリデー・スペシャル（スノー・トルーパー）

#### その他
- アクセル全開!オート・マニアック
- マイ・オウン・マン
- ワールド オブ ダンス
- プロジェクト・ランウェイ シーズン13
- 5ファースト・デート（ジャスティン）

### シリーズ一覧
1. ↑  第1シーズン（2024年）、第2シーズン（2025年）
2. ↑  前章（2024年）、後章（2024年）